# مخلاف سرو حمير
مخلاف سرو حمير أحد المخاليف اليمنية القديمة التي كان معمول بها في تسمية تقاسيم المناطق اليمنية في العهد الإسلامي قبل سيطرة العثمانيين على اليمن عام 1538 واحتلال بريطانيا لعدن عام 1839  وأستمرت التسمية تتداول بعد ذلك بكثير وحتى نهاية المملكة المتوكلة اليمنية ولا زالت بعض التسميات تتداول حالياً بين سكان يعض المناطق ، ومخلاف سرو حمير وهو بلاد يافع العليا ويافع السفلى او ارض بنو يافع.

## خلفية
كانت اليمن تقسم إلى العديد من المخاليف وبعد سيطرة العثمانيين على اليمن قسموها إلى 4 ألوية يقسم اللواء إلى عدة أقضية ونواحي ، وتغيرت الألوية في العهد الجمهوري والوحدة إلى محافظات والنواحي إلى مديريات .